# Xiadu
Xiadu ((ZH) ) è una delle principali città dello stato di Yan, che nel 311 divenne capitale del regno.
Intorno al 1930 un gruppo di archeologi cinesi, sotto la guida del noto archeologo Ma Heng, portarono alla luce i resti di questa antica città in una vasta area del distretto di Yi, nell'Hebei centrale. Uno scavo completo è stato condotto dal team di ricerca culturale nel 1961.
I resti portati alla luce evidenziarono la presenza di due blocchi costruttivi rettangolari risalenti a due periodi storici diversi: uno dell'epoca «Primavere e Autunni» e l'altro «Stati Combattenti».
La città era suddivisa in due settori, orientale ed occidentale, separati da un muro.
Il primo blocco costruttivo orientale, è costituito da mura e da canali sfocianti nel fiume Yi che attraversava la città, estesa su una superficie di 32 km². La città di Xiadu aveva cinque distretti, rispettivamente per il palazzo, i laboratori, l'area residenziale, i cimiteri e i fiumi. Sono emerse strutture palaziali costituite da edifici in legno con tetti in ceramica, botteghe artigianali, fonderie per produrre bronzo e ferro e una zecca per produrre monete in bronzo, officine per materiali in ceramica e armi.
Sono stati rintracciate anche strutture per riti religiosi comprendenti fosse adibite ai sacrifici animali. Un'importante necropoli è stata rinvenute nella zona settentrionale del sito, ed è formata da tredici grandi tombe a tumulo fornite da ricchi corredi di vasi di ceramica e decorazioni varie. Interessante è la presenza di un buon quantitativo di armi in alcune tombe.
La struttura urbana rettangolare fa ipotizzare che la città sia stata accuratamente pianificata, vista la sua particolare posizione strategica, protetta su tre lati da rilievi e aperta, a meridione, verso le pianure della Cina centrale.